# Brommobiel
Een brommobiel is een gemotoriseerd voertuig met een beperkte maximumsnelheid en met meer dan twee wielen, veelal vier. De brommobiel kwam rond 1980 op de weg in Frankrijk en deed in 1995 zijn intrede in het Nederlandse verkeer. Brommobielen hebben gewoonlijk twee zitplaatsen naast elkaar. In de Europese regelgeving behoren vierwielige brommobielen tot de categorie L6e: lichte quadri-mobile voor personenvervoer. Een brommobiel is voor de verkeerswetgeving anders dan een gehandicaptenvoertuig.

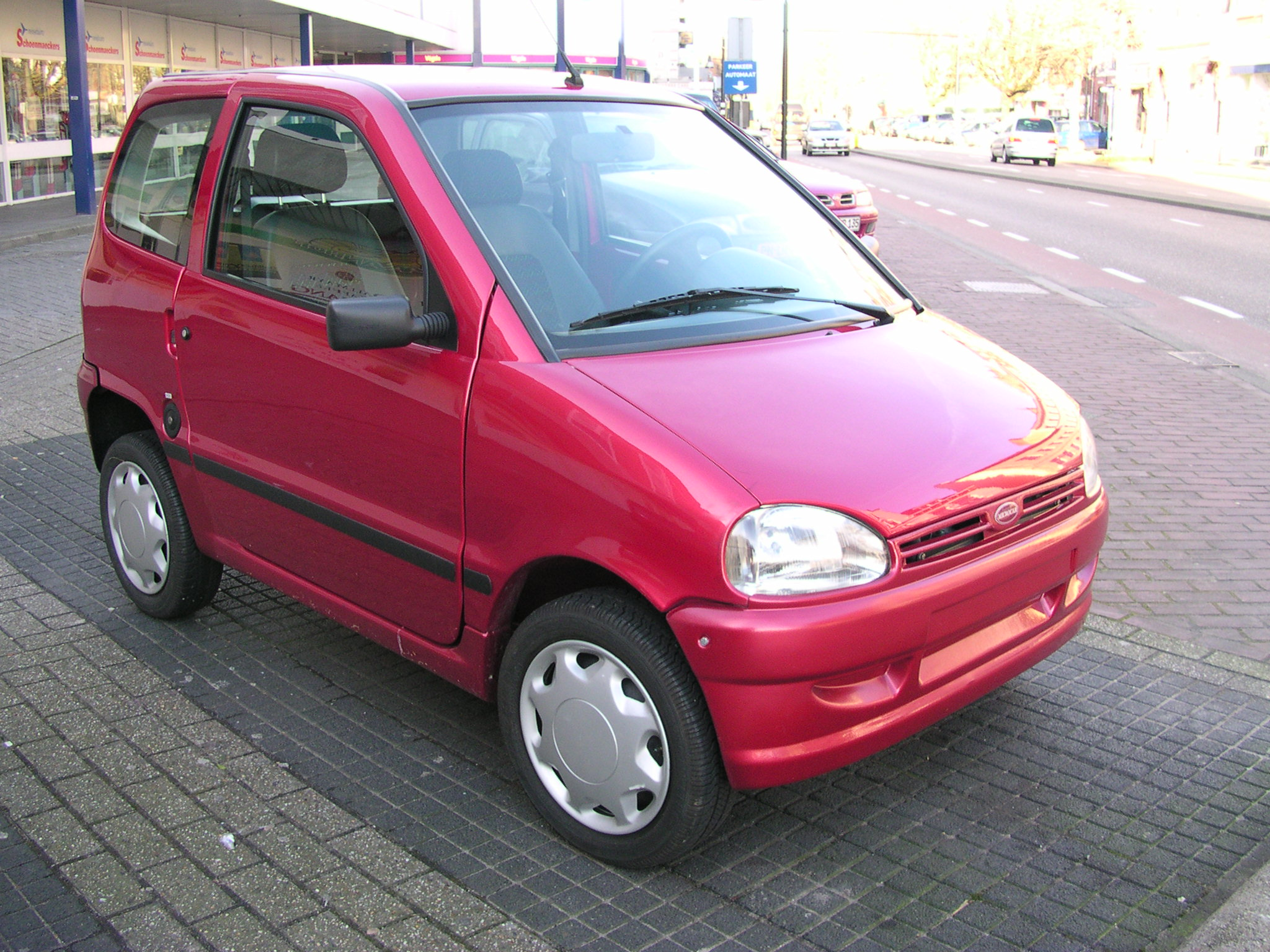
Brommobiel Microcar Virgo, gebouwd tussen 1996 en 2003.

## Specificaties in Nederland en België
Een motor met elektrische ontsteking is toegestaan, maar die mag een cilinderinhoud van maximaal 50 cc hebben, wat overeenkomt met een bromfietsmotor. Zo'n motor heeft erg veel moeite met een brommobiel, zodat gewoonlijk een kleine viertakt dieselmotor wordt gebruikt, vaak een tweecilinder met een cilinderinhoud van 400 tot 523 cc. Het vermogen mag dan hoogstens vier kilowatt zijn. Het leeggewicht mag niet hoger zijn dan 350 kilogram om te voldoen aan de Nederlandse en Belgische wetgeving voor bromfietsen. In Nederland geldt echter een speciale, verruimende bepaling voor elektrisch aangedreven brommobielen. 

## Nederlandse wetgeving
Het Reglement verkeersregels en verkeerstekens 1990 (RVV) definieert een brommobiel als bromfiets op meer dan twee wielen die is voorzien van een carrosserie, en bepaalt er onder meer over:
- De regels van het RVV betreffende motorvoertuigen zijn, in plaats van de regels betreffende bromfietsen, mede van toepassing op brommobielen, tenzij anders is bepaald.
- De toegestane maximumsnelheid is 45 km/h.

De Wegenverkeerswet 1994 (WVW) bepaalt dat een motorrijtuig op vier wielen, niet zijnde een gehandicaptenvoertuig, als bromfiets geldt indien:
- Door de constructie is maximumsnelheid hoogstens 45 km/h.
- De ledige massa is minder dan 350 kg. Bij een elektrisch voertuig wordt de massa van de batterijen niet meegeteld.
- Toegestane motortypes zijn:
  - een motor met elektrische ontsteking met een cilinderinhoud van niet meer dan 50 cc (meestal een benzinemotor)
  - een motor met inwendige verbranding en een netto maximumvermogen van niet meer dan 4 kW (meestal een dieselmotor)
  - een elektromotor met een nominaal continu maximumvermogen van niet meer dan 4 kW.

Een cilinderinhoud van 50 cc is niet veel, daarom lopen de meeste brommobielen op diesel of elektriciteit.
De bestuurder moet een rijbewijs hebben in een van de volgende categorieën:
- een bromfietsrijbewijs (AM)
- een brommobielrijbewijs (AM4)
- een motorrijbewijs (A) of
- een autorijbewijs (B).

Voor een brommobiel wordt geen motorrijtuigenbelasting geheven. Als de brommobiel een open carrosserie heeft en er geen autogordels zijn, is gebruik van een helm verplicht. Bij een gesloten carrosserie is een helm niet nodig. 
Een brommobiel mag niet op fietspaden, autowegen, autosnelwegen of wegen met een geslotenverklaring voor langzaam verkeer rijden. Verder geldt: wat een bestuurder van een personenauto niet mag mag een bestuurder van een brommobiel ook niet.
Sinds september 2005 geldt in Nederland een kentekenplicht en sinds 1 oktober 2009 een rijbewijsplicht.
|                                                            |                                                            |  |                                                        |
| C8 en C15: Brommobielen, ruiters, vee en wagens toegestaan | C8 en C15: Brommobielen, ruiters, vee en wagens toegestaan |  | C9: Gesloten voor brommobielen, ruiters, vee en wagens |

Een combinatie van de verkeersborden voor geslotenverklaring C8 en C15 is daarbij niet hetzelfde als C9, hoewel de plaatjes op de borden gelijk zijn. C8 is namelijk een verbod voor motorvoertuigen die niet sneller kunnen of mogen rijden dan 25 km/h, dus niet voor brommobielen. C9 is uitdrukkelijk wel een verbod voor brommobielen.
| Verkeersbord                           | Brommobiel toegestaan | Betekenis |
| -------------------------------------- | --------------------- | --- |
|                                        | Ja                    | C8 Verboden voor landbouw- en bosbouwtrekkers, motorrijtuigen met beperkte snelheid en mobiele machines |
|                                        | Ja                    | C13 Gesloten voor bromfietsen, snorfietsen en gehandicaptenvoertuigen met in werking zijnde motor. Een brommobiel is weliswaar een bromfiets op 3 of 4 wielen, maar moet de verkeersborden die gelden voor personenauto's aanhouden.                   |
|                                        | Nee                   | C6 Gesloten voor motorvoertuigen op meer dan twee wielen. Een personenauto valt hieronder, een brommobiel dus ook. |
|                                        | Nee                   | C12 Gesloten voor alle motorvoertuigen. Idem aan C6 met het verschil dat motorfietsen evenmin zijn toegestaan. |
|                                        | Ja                    | C15 Verboden voor bromfietsers, fietsers en gehandicaptenvoertuigen. Idem aan C13. |
|                                        | Nee                   | C9 Gesloten voor ruiters, vee, wagens, landbouw- en bosbouwtrekkers, motorrijtuigen met beperkte snelheid, mobiele machines, brommobielen, fietsen, snorfietsen, bromfietsen en gehandicaptenvoertuigen                                                |
| uitgezonderd brommobielen              | Ja                    | C9 en OB65: Brommobiel toegestaan. |
| Uitgezonderd tractoren                 | Nee                   | C9 en OB55: De combinatie ziet er vreemd uit, maar klopt wel. Als C9, maar tractoren toegestaan. |
|                                        | Ja                    | C8 + C15, 2 losse borden onder elkaar: Gesloten voor landbouw- en bosbouwtrekkers, motorrijtuigen met beperkte snelheid, mobiele machines, fietsen, snorfietsen, bromfietsen en gehandicaptenvoertuigen. Brommobiel, ruiters en vee dus wél toegestaan |
| Uitgezonderd tractoren en brommobielen | Ja                    | C9 en OB55+OB65: Brommobiel toegestaan. |
|                                        | Nee                   | Autoweg |
|                                        | Nee                   | Autosnelweg |

### Kenteken
Bij de uitgifte van kentekens wordt de brommobiel als bromfiets beschouwd: net als bij een bromfiets is de kentekenplaat is een miniplaatje en is er aan de voorkant geen nummerplaat.
Een brommobiel wordt echter gefabriceerd met ruimte voor een grote nummerplaat, zoals een auto heeft. De overgebleven ruimte wordt soms benut voor een vrijwillige aanduiding "45 KM", of een leuke naam. Een gele sticker of kenteken mag niet, omdat dit te veel lijkt op een kentekenplaat.

### Verschillen met een gehandicaptenvoertuig

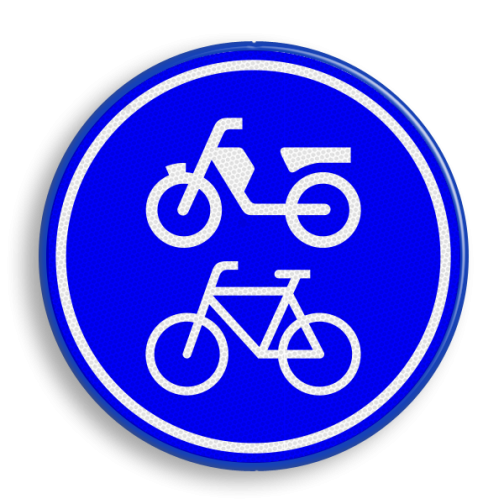
Verplicht bromfietspad (bord G12a)

Verschillen met een gehandicaptenvoertuig zijn onder meer:
- Een gehandicaptenvoertuig mag niet breder zijn dan 110 cm. Een brommobiel is meestal breder en lijkt daardoor vaak meer op een gewone auto.
- Een brommobiel mag niet op een trottoir/voetpad, fietspad of fiets/bromfietspad rijden. In Nederland zijn er plaatsen waar een brommobiel wél op het bromfietspad mag rijden, dit wordt aangeven door het verkeersbord G12a (zie afbeelding) in combinatie met het onderbord "brommobiel toegestaan". Op het (brom)fietspad van de Afsluitdijk is dit bijvoorbeeld zo geregeld, omdat brommobielen anders erg moeten omrijden.
- Een gehandicaptenvoertuig mag soms op een trottoir of voetpad parkeren, een brommobiel mag dat niet. Dit betekent ook eventueel parkeerkosten, net als bij een gewone auto.
- Voor een gehandicaptenvoertuig is geen rijbewijs nodig.

## Belgische wetgeving
De bestuurder moet minstens 16 jaar zijn en tevens, indien hij geboren is na 14 februari 1961, het rijbewijs geldig voor (minstens) de categorie A3 in zijn bezit hebben. Een verzekering is verplicht, maar er hoeft geen wegenbelasting ("wegentaks") betaald te worden. Een helm is niet verplicht als er veiligheidsgordels aanwezig zijn.
In België zijn in 2016 de eerste brommobielen voor vier personen toegelaten voor de openbare weg. Nadat een verplichte Belgische kentekenplaat voor lichte voertuigen aangekondigd was voor maart 2014 is deze ingevoerd van december 2015 tot december 2016. België was het laatste Europese land dat een kenteken verplicht stelde voor bromfietsen.
De brommobiel heeft het verbod te rijden op autosnelwegen, autowegen, daar waar het de auto ook verboden wordt, fietspaden, trottoirs, en daar waar de plaatselijke wetgeving het hem verbiedt (bijvoorbeeld een eenrichtingsweg).
Hij moet, zoals de bromfiets klasse B, zich in zijn rijrichting uiterst rechts op de (meest rechtse) rijstrook begeven, met uitzondering van de voorsorteerstrook.
In tegenstelling tot een tweewielige bromfiets mag een brommobiel parkeren op een openbare parkeerplaats op een wijze die door de plaatselijke wetgeving wordt toegestaan, dus eventueel met gebruik van parkeermeter, parkeerschijf en dergelijke.

## Elektrische brommobiel
In tijd van groeiend bewustzijn omtrent milieu, klimaatopwarming en energiebesparing, worden elektrische minivoertuigen een alternatief vervoermiddel voor korte afstanden en voor lokaal gebruik.
De bekendste toepassing van elektrische minivoertuigen is de golfkar, maar er bestaan ook elektrische minivoertuigen die volledig aangepast werden aan het verkeer op de openbare weg qua veiligheid en regelgeving.

## Merken
| - Amica car - Aixam - Bellier - Biro - Casalini (Sulky, Sulkycar) - Citroën Ami (2020) - CityEL - Erad - General Motors (Electric customer cars GM) - Giana - Grecav - Green World Mobility | - Italcar (Tasso) - JDM - Ligier - Microcar - Zorgmobiel - N-Light - Omnia - Piaggio - Selvo - Squad Solar City Car - Vespacar |  |

## Trivia
- De benaming is officieel brommobiel, maar men spreekt ook van een 45-km-autootje.
- Ligier aanvankelijk bekend om zijn racewagens en Formule 1 team, begon in 1980 'voiturettes' te bouwen. Het werd een van de voornaamste fabrikanten van brommobielen.[9]
- Kans op ernstig verwond te geraken in brommobiel zou groter zijn dan in personenwagen.[10]